# Sûreté biologique

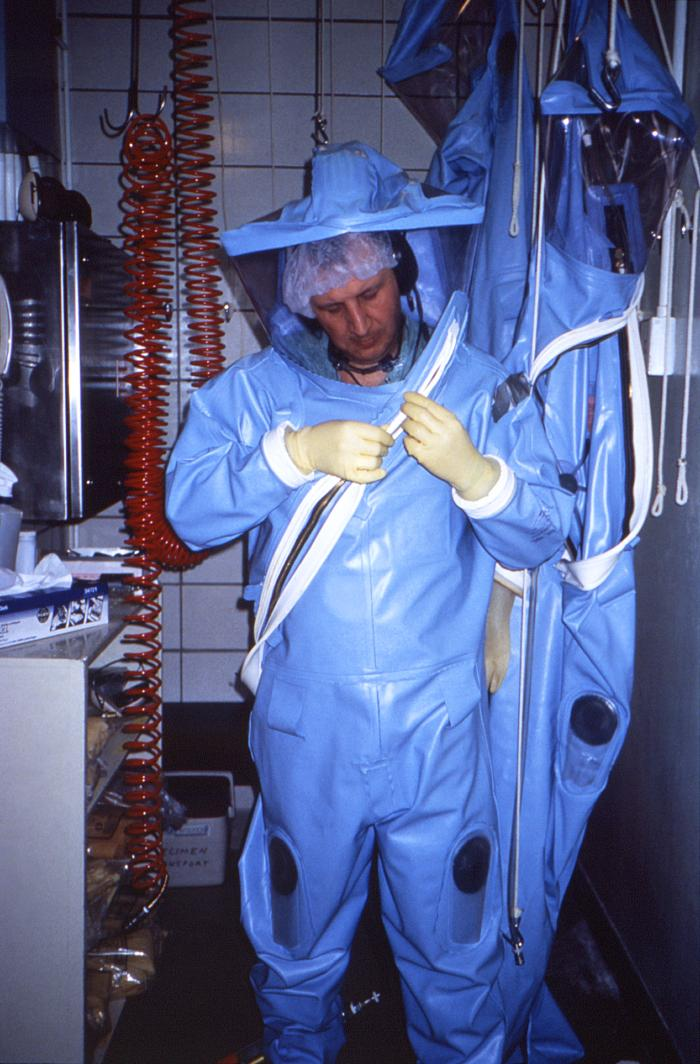
Costume de biosécurité positive-pression

La notion de « sûreté biologique » est polysémique (elle peut avoir plusieurs sens).
De manière générale la sûreté biologique évoque les mesures à prendre pour sécuriser un patrimoine biologique (qui - selon le contexte - peut être réduit à l'agriculture, à la sylviculture, à la santé humaine ou étendu plus largement jusqu'à la biosphère).

## Définitions, sémantique
- La « sûreté biologique » est l'ensemble des mesures et des pratiques visant à prévenir les risques de perte, de vol, de détournement ou de mésusage de tout ou partie de micro-organismes ou de toxines dans le but de provoquer une maladie ou le décès d'êtres humains.(définition article R5139-19 du code de santé publique). Son équivalent anglophone est "biosafety".
- Alors que la « sécurité biologique » désigne les mesures et des pratiques visant à protéger les personnes et l'environnement des conséquences liées à l'infection, à l'intoxication ou à la dissémination de micro-organismes ou de toxines. (définition article R5139-19 du code de santé publique). Son équivalent anglais est "biosecurity".

Ces définitions découlent du document "sécurité et sûreté biologique" BWC/MSP/2008/MX/INF.1 24 juin 2008, GE.08-61893 (F) 090708 100708 de la Réunion des États Parties à la Convention sur l'interdiction de la mise au point, de la fabrication et du stockage des armes bactériologiques (biologiques) ou à toxines et sur leur destruction.

### Définitions relatives
L'expression « sûreté biologique » (biosafety) peut prendre un sens différentes selon le contexte. Des lignes directrices de l'OMS publiées en septembre 2006 dans le contexte de l'alerte et de la réponse à une pandémie (virus H5N1 notamment) rappellent que cette expression a évolué simultanément dans des cadres différents, et qu'elle est donc employée différemment dans chacun de ces contextes.
Le glossaire d'un manuel de la FAO sur la production de vaccin contre la maladie de Newcastle définit la sûreté biologique comme les précautions prises pour réduire au minimum le risque d'introduire un agent infectieux dans une population animale (contexte vétérinaire).
Le glossaire du Commissaire néo-zélandais sur l’environnement définit la sûreté biologique comme l’exclusion, l’éradication et la gestion efficace des parasites et des organismes indésirables en Nouvelle-Zélande (contexte agricole).
Dans le cas des îles Galápagos, elle correspond à la protection de toutes les ressources naturelles contre les dangers liés à l'invasion d'espèces allochtones (contexte écologique).
D'autres significations peuvent être proposées (lien vers un métaglossaire en anglais).
Dans les contextes afférents à la santé publique, les connotations de l’expression « sûreté biologique » sont plus étroitement liées à la définition retenue par la Convention sur l'interdiction des armes biologiques.
Pour plus de renseignements, on pourra se référer aux parties I et II du manuel de sécurité biologique de l'OMS (3e édition 2005  (ISBN 92 4 254650 X)).

## Risques
Les risques chimiques qui existent couramment dans les environnements de laboratoire comprennent les substances cancérigènes, les toxines, les irritants, les substances corrosives et les allergènes. Les risques biologiques comprennent les virus, les bactéries, les champignons, les prions et les toxines biologiques qui peuvent être présentes dans les fluides et tissus corporels, les échantillons de cultures cellulaires et les expérimentations animaux . Les voies d'exposition aux risques chimiques et biologiques comprennent l'inhalation, l'ingestion et le contact cutané et visuel.
Les risques physiques englobent les risques humains, les rayonnements ionisants et non ionisants et les risques sonores. Les risques de sécurité supplémentaires comprennent les brûlures et les plaies causées par les pinces par exemple, les blessures causées par les centrifugeuses, les fuites de bouteille de gaz , les brûlures froides dues au refroidissement profond, les risques électriques, les incendies, les blessures causées par les machines et les accidents de chute.